# Pamela Rodríguez
Pamela Rodríguez (sinh ngày 12 tháng 5 năm 1983) là ca sĩ người Peru, là ứng cử viên 2 lần cho giải Latin Grammy. Cách tiếp cận âm nhạc của cô thể hiện qua các thể loại đa dạng như nhạc pop, nghệ thuật, nhạc Peru đương đại và nhạc jazz. Các bài hát của cô bàn về các vấn đề xã hội, quyền tự do của con người và phụ nữ và các chủ đề uyên thâm.

## Đời sống cá nhân
Pamela Rodríguez sinh ra tại Lima, Peru. Cô mang trong mình dòng máu với nhiều nền văn hoá đa dạng: một người ông của cô là một mestizo (con trai của người Tây Ban Nha và người bản xứ Peru) với một người bà Neapolitan, người ông kia là người Ý và người bà là người Anh gốc Bolivia.
Cô đã sáng tác thơ và chơi piano và vẽ tranh từ khi cô 9 tuổi. Cô ấy đã giữ lại những sáng tác của mình kể từ thời điểm đó.
Cô sống tại Canada trong 2 năm thời thơ ấu, nơi cô hát trong một vài dàn thánh ca địa phương.
Khi cô trở về Lima với gia đình, cô đã học nhạc và mĩ thuật. Ở tuổi 14, nhờ có ba (là một nhạc sĩ và một nhạc sản xuất), cô bắt đầu đi thu âm tại các phòng thu. Sau đó cô có những bài học hát riêng biệt với Mariela Monzón và học âm nhạc với Pelo Madueño.
Cô học nhạc và âm nhạc dân tộc học trong bốn năm tại Đại học North Texas. Pamela tiếp tục học với các giáo viên ở nhiều môn học và đồng thời cũng tự học.
Rodríguez kết hôn với nhà kinh tế và nha văn người Tây Ban Nha Raúl Baltar Estévez, và họ có với nhau một người con gái.

## Sự nghiệp nghệ sĩ
Perú Blue là album đầu tay của cô được phát hành vào năm 2005, là sự kết hợp của dòng jazz hàn lâm và nhạc Peru. Với bản thu âm đó, cô đã được đề cử cho Latin Grammy vào năm 2006, hạng mục Best New Artist.
Sau đó cô tung ra En la orilla sản xuất bởi Greg Landau, biểu thị một bước tiến mới trong cuộc thử nghiệm với dòng nhạc Peru hiện đại. Các bài hát của album bao gồm một bai hát kỷ niệm (nơi một người phụ nữ thoát khỏi sự tán tỉnh của người đàn ông), một bài zamacueca với phần rap bằng tiếng Quechuan và một bản nhạc Landó trình diễn bởi các nhạc sĩ người Peru cùng với tay trống hip hop Josh Jones (người đã từng làm việc với Tupac Shakur).
Cuối năm 2011, Pamela Rodríguez phát hành album Reconocer ở Peru. Âm nhạc của nó là âm thanh cổ điển và indie pop, được sản xuất tại New York bởi David Little và các kỹ sư Ryan West, Ryan Kelly và Dave Kutch.
Với sản phẩm này cô đã được đề cử cho Latin Grammy tại hạng mục Best Contemporary Pop Album.

## Danh sách đĩa nhạc
- Perú Blue (2005)
- En la orilla (2007)
- Reconocer (2011)
- Pamela Rodríguez y FFAA (2017)[10]

## Giải thưởng và đề cử
| Năm  | Tác phẩm được đề cử | Giải thưởng              | Hạng mục                    | Kết quả   |
| ---- | ------------------- | ------------------------ | --------------------------- | --------- |
| 2006 |                     | 7th Latin Grammy Awards  | Best New Artist             | Nominated |
| 2011 | "Ligera Love"       | El Comercio Luces Awards | Song of the Year            | Nominated |
| 2011 |                     | El Comercio Luces Awards | Artist of the Year          | Nominated |
| 2012 | Reconocer           | 13th Latin Grammy Awards | Best Contemporary Pop Album | Nominated |